# Mia Morgan

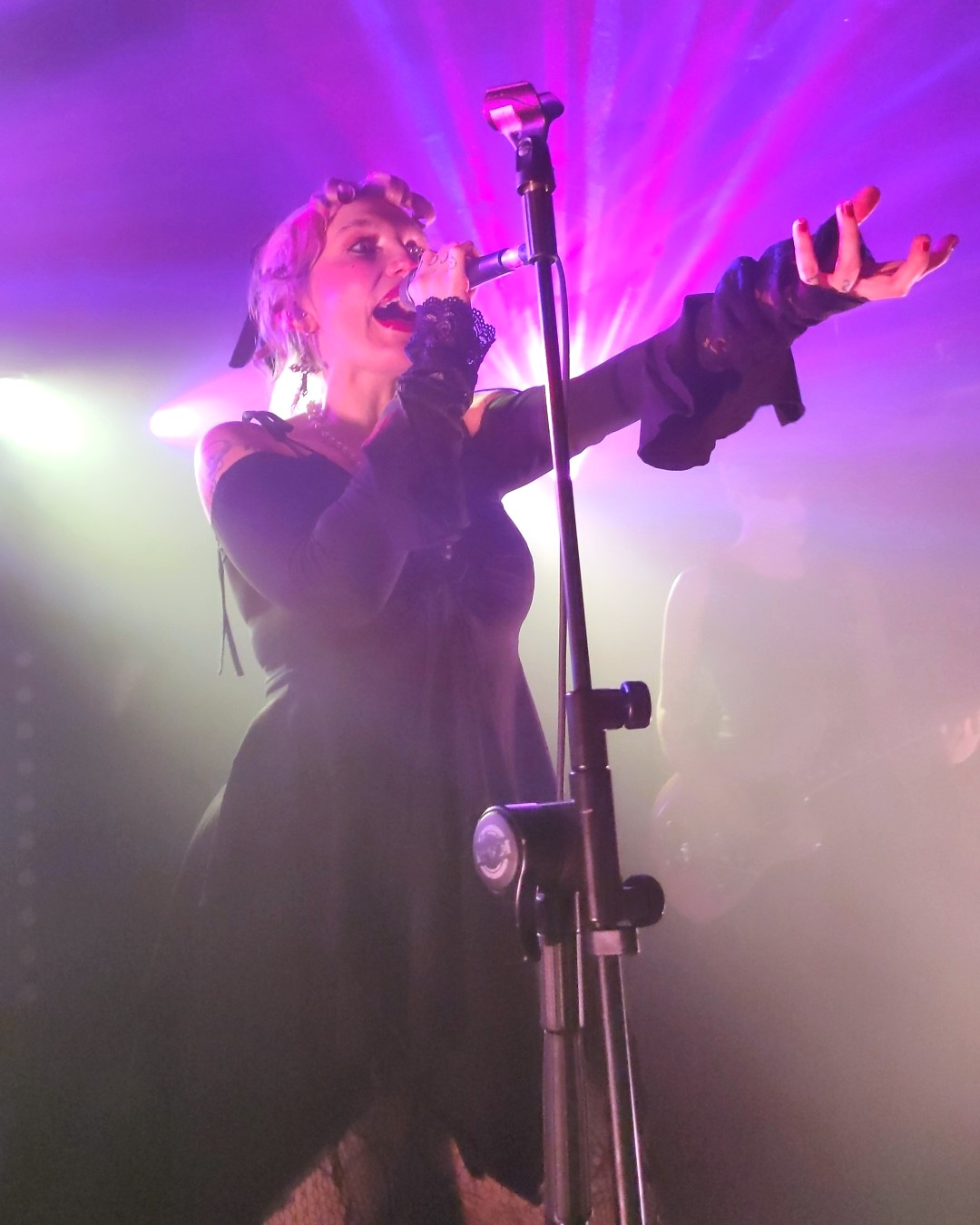
Mia Morgan auf ihrer Wiedergänger-Tour, 2023

Mia Morgan (* 30. März 1994 in Kassel, bürgerlich: Lisa-Marie Grosse) ist eine deutsche Rock- und Indie-Pop-Singer-Songwriterin.

## Leben und Karriere
Morgan wuchs in Kassel auf. Bereits mit zwölf Jahren spielte sie in ihrer ersten Band. Aufgrund von Depressionen und Anorexie brach sie als Jugendliche die Schule ab und suchte sich stattdessen einen Nebenjob. Morgan nutzte verschiedene Kunstformen, um sich mit ihrer Krankheit auseinanderzusetzen. Sie schrieb Prosatexte, Gedichte, Fan-Fiction und Songtexte sowie Blogeinträge über mentale Gesundheit und begann zu singen.
Trotz fehlendem Schulabschluss bekam sie einen Platz an der Kunsthochschule Kassel und begann dort, visuelle Kommunikation mit dem Schwerpunkt Fotografie zu studieren.

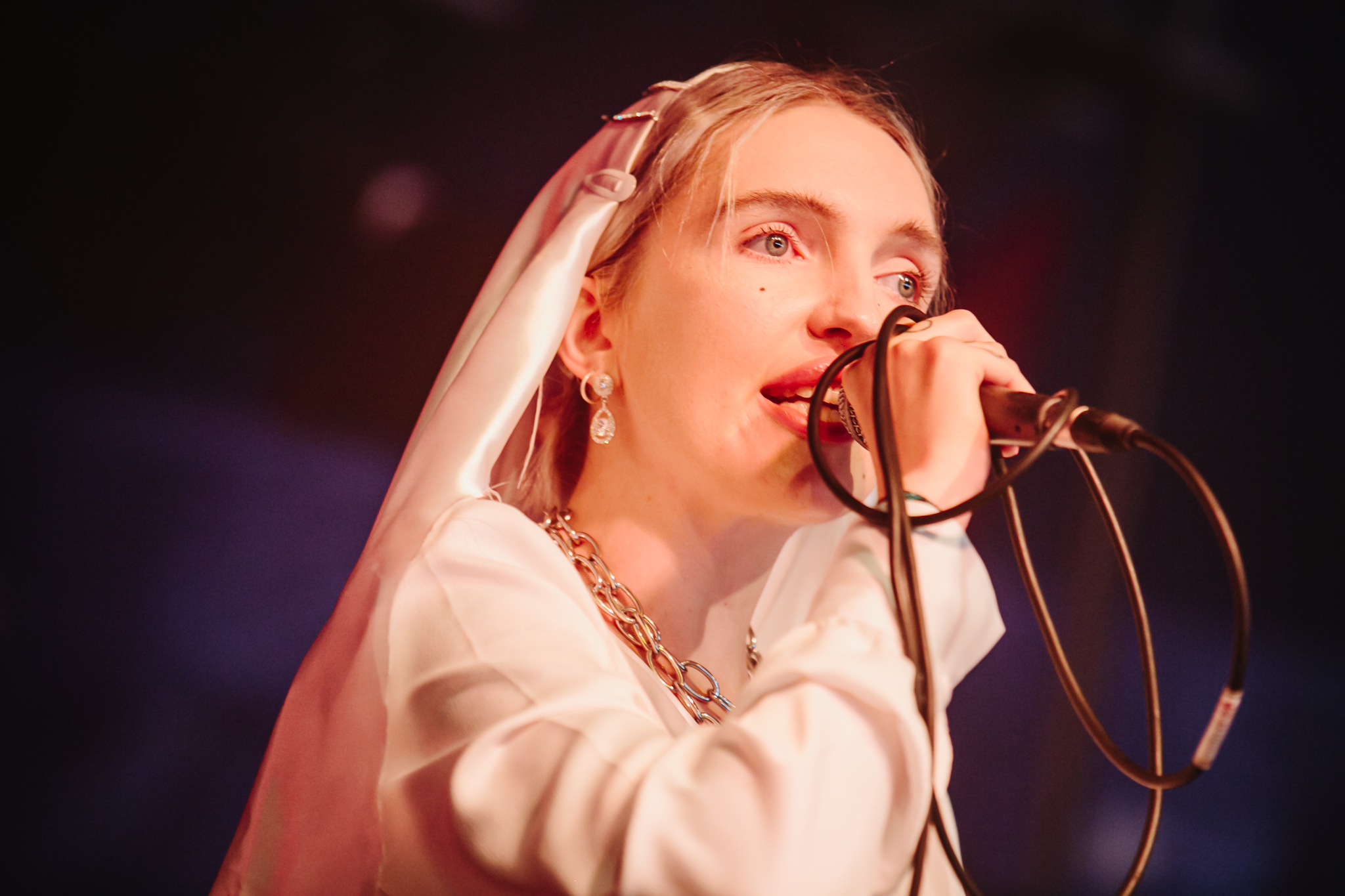
Mia Morgan (2019)

2019 veröffentlichte sie ihren ersten Song Waveboy. Mehrere bekannte Künstler, wie Kraftklub und Drangsal, spielten den Song daraufhin in ihren Podcasts und unterstützten sie von Anfang an. Beim Zurück-nach-Hause-Festival trat Mia Morgan als Support Act von Casper auf. In dieser Zeit lernte Mia Morgan auch Max Rieger, den Sänger der Band Die Nerven, kennen. Gemeinsam mit ihm produzierte sie ihre erste EP Gruftpop, die 2019 erschien.
2020 trat sie bei einem der Frauenkonzerte von K.I.Z als Support Act auf. Hierfür stellte Mia Morgan zum ersten Mal eine Band zusammen. Sie selbst sagte über die Zusammenarbeit mit einer Band: „Es ist superintim für mich, jemanden meine Musik spielen zu lassen. Deswegen habe ich mich lange gescheut, mit einer Band aufzutreten, weil ich das mit niemandem teilen wollte.“
Im selben Jahr startete Mia Morgan zusammen mit dem Musiker Search Yiu den Podcast Mental Mall für den Musikblog Diffus. Dort sprechen die beiden mit wechselnden Gästen, wie Drangsal und El Hotzo, über mentale Gesundheit.
Ihr Debütalbum Fleisch erschien 2022, drei Jahre nach ihrer ersten Veröffentlichung. Eigentlich sollte das Album bereits 2021 veröffentlicht werden. Auf Grund überlasteter Presswerke verschob sich der Termin jedoch um ein Jahr. Mia Morgan sagt über die Verzögerung: „Es ist jetzt auch wirklich an der Zeit, das Album ist echt überreif. Wie so eine Kiwi, die du fast nicht mehr essen kannst. Ich kenne es schon so lange, und ich trag es schon so lange mit mir rum – an dem Tag, an dem es rauskommt, da wird mir so eine Last vom Körper fallen! Weil es dann draußen ist und ich endlich sagen kann: Nächstes Album!“ In den deutschen Albumcharts belegte das Album eine Woche lang Platz 62.
Inzwischen lebt die Künstlerin in Berlin und hat ihr Studium zu Gunsten der Musik pausiert.
Beim Internationalen Literaturfestival Berlin 2022 gaben Mia Morgan und Drangsal, mit dem sie inzwischen eine Freundschaft verbindet, im gemeinsamen Gespräch Einblicke in ihre Songtexte.
Auf dem im September 2022 erschienen Kraftklub-Album Kargo wirkte Morgan bei dem Song „Kein Gott, kein Staat, nur Du“ als Gastmusikerin mit. Bei der darauffolgenden Tour war sie bei insgesamt sechs Konzerten Support Act.
2023 erschien mit der Kurzgeschichte Die Jungsfabrik Mia Morgans Autorinnendebüt im Buch für Text und Musik von Das Wetter.
Im November 2024 kündigte Mia Morgan ihr zweites Album silber an, das Lukas Korn von der Band Lyschko produziert.

## Rezeption
Laut Tagesspiegel ist Fleisch ein feministisches Pop-Manifest. Mia Morgan erzählt in ihren Songs von ihren eigenen Erfahrungen und denen ihrer Freundinnen. Mit dem Album feiert sie ihre Selbstermächtigung. In vielen ihrer Songs zeigen sich feministische Themen. So singt sie im Song Segen „Gott ist eine Frau und sie ist viele“ oder stellt mit den Textzeilen „Könnt ich Jugend konservieren / Und mir spritzen / Würd ich vierundzwanzig sieben / An der Nadel sitzen“ in Schönere Frauen stereotype Schönheitsideale in Frage.
Der Musikexpress beschreibt Mia Morgan als „Hyperartifiziell“ und ihre Musik als „Blümchen-Schlager für Leute mit Fetischparty-Erfahrung“.
Der Rolling Stone schreibt über Fleisch: „So werden auf Fleisch verschiedene Frauenbilder in der Wechselwirkung mit Männern oder anderen Frauen durchgespielt. Dabei sind fast alle beschriebenen Beziehungen toxisch: Das lyrische Ich ist extrem eifersüchtig, lässt sich erniedrigen, fühlt sich hässlich, als Außenseiterin, als Versagerin, ist oberflächlich, verachtet ihre beste Freundin und den Mann, in den sie verliebt ist. Der Refrain des Songs Schönere Frauen bringt dieses sadomasochistische Verhalten gut auf den Punkt: „Du sagst, du liebst mich, doch ich glaube dir nicht/ Es gibt so viele schönere Frauen als mich/ Du glaubst, ich lieb dich, doch ich liebe nur mich/ Es gibt so viele schönere Männer als dich.“ Der stärkste Moment ist der Song Segen, der sich mit dem kollektiven Trauma von Frauen auseinandersetzt und sich über die ständige Bewertung von außen erhebt, ein Empowerment.“

## Diskografie
Alben
- 2019: Gruftpop (EP)
- 2022: Fleisch
- 2025: Silber

Singles
- 2019: Waveboy
- 2019: Es geht Dir gut
- 2021: Teenager
- 2022: Segen
- 2022: Jennifer Check
- 2022: Schönere Frauen
- 2022: Kein Gott, kein Staat, nur Du (mit Kraftklub)
- 2023: Internetfreundin (mit Salò)
- 2023: Wiedergänger
- 2023: Mitten in den Massen
- 2023: Virtuell (mit Van Holzen)
- 2024: Erste große Freiheit (mit MODULAR)
- 2024: Gift
- 2024: IMPOSTER/POPSTAR (mit MOA)
- 2024: Niemand
- 2024: Echo
- 2024: 1000 kleine Tode